# Мілеюв (гміна)
Гміна Міле́юв (пол. Gmina Milejów) — сільська гміна у східній Польщі. Належить до Ленчинського повіту Люблінського воєводства.
Станом на 31 грудня 2011 у гміні проживало 9382 особи.

## Площа
Згідно з даними за 2007 рік площа гміни становила 115.66 км², у тому числі:
- орні землі: 77.00 %
- ліси: 14.00 %

Таким чином, площа гміни становить 18.25 % площі повіту.

## Населення
Станом на 31 грудня 2011:
| Опис     | Загалом | Загалом | Чоловіки | Чоловіки | Жінки | Жінки |
| -------- | ------- | ------- | -------- | -------- | ----- | ----- |
| одиниця  | осіб    | %       | осіб     | %        | осіб  | %     |
| все      | 9382    | 100     | 4585     | 48.87    | 4797  | 51.13 |
| міське   | 0       | 100     | 0        |          | 0     |       |
| сільське | 9382    | 100     | 4585     | 48.87    | 4797  | 51.13 |

## Сусідні гміни
Гміна Мілеюв межує з такими гмінами: Ленчна, Мелґев, Пяски, Пухачув, Селище, Травники.